# 小林良夫
小林 良夫（こばやし よしお、1956年 - ）は、日本の有機化学者・法科学鑑定人。博士（工学）。日本大学理工学部講師。日本工学鑑定センター嘱託鑑定人。日本鑑識学会理事。
民事裁判・刑事裁判における鑑定を弁護士、損保、公的機関（裁判所、検察、警察など）向けに行っている。テレビドラマ、映画の監修も手がけ、代表作に「BOSS (テレビドラマ)」、「鍵のかかった部屋 (テレビドラマ)」、「相棒」、「映画『イチケイのカラス』」などがある。

## 著書
- 『犯人は知らない 科学捜査の最前線！』 メディアファクトリー
- 『火災鑑定』 - 放火犯は自宅に火を放つ！ メディアファクトリー